# Neotachycines fascipes
Neotachycines fascipes är en insektsart som först beskrevs av Lucien Chopard 1954.  Neotachycines fascipes ingår i släktet Neotachycines och familjen grottvårtbitare. Inga underarter finns listade i Catalogue of Life.